# Ханжонков Олександр Олексійович
Олекса́ндр Олексі́йович Ханжо́нков (*8 серпня 1877, Ханжонкове — †26 вересня 1945, Ялта) — український підприємець, організатор кінопромисловості, продюсер, режисер, сценарист, один із піонерів європейського кінематографу.

## Біографія
Олександр Ханжонков народився у селі родинному маєтку Ханжонкове (нині — Нижня Кринка) неподалік Макіївки Донецької області, у сім'ї поміщика.
1896 року закінчив Новочеркаське козаче юнкерське училище і був прийнятий в чині хорунжого у привілейований Донський козачий полк. 1905 року в чині підосавула звільнився в запас за станом здоров'я. З цього часу починав займатися кінопромисловістю. Спершу працював у Москві.
Навесні 1906 року створив на паях Торговий дім Ханжонкова, метою якого був прокат закордонних фільмів і створення вітчизняних. Спершу займався документальним, а згодом і художнім кіно. Перша стрічка — «Палочкин и Галочкин», не була закінчена.
20 грудня 1908 року вийшов на екрани його перший фільм — «Драма в таборі підмосковних циган». З цього фільму бере початок ряд художніх кінематографічних робіт О. Ханжонкова. Тематика картин — вітчизняна класика, казки, пісні, романси.
З кінця 1910 року компанія Ханжонкова почала видавати журнал «Вестник кинематографии». З 1915 року почав виходити і журнал «Пегас», де, крім матеріалів про кіно, друкували матеріали про театр, літературу, культуру загалом.
1911 року на екрани вийшов перший у Російській імперії повнометражний фільм «Оборона Севастополя», поставлений Ханжонковим й Гончаровим.
1912 року компанія випустила в прокат перший у світі мультфільм «Прекрасная Люканида, или Война усачей с рогачами».

Пам'ятник О.Ханжонкову. Ялта.

З 1910 років компанія Ханжонкова — лідер кінематографа в імперії.
Ханжонков створив у своїй фірмі відділ наукового кіно і випустив ряд кінострічок про сільське господарство, ботаніку, географію, медицину тощо.
Весною 1917 року Ханжонков разом із більшістю своїх співробітників виїхав у Крим, де в Ялті створив кінознімальну базу, що пізніше перетворилася на ялтинську кіностудію. Після приходу до Криму більшовиків покинув країну та поїхав у Константинополь, Мілан, Відень, Баден, де намагався продовжити кіновиробництво.
1923 року прийняв запрошення акціонерного товариства «Русфильм» і повернувся на батьківщину.
1926 року Ханжонкова арештували як промисловця та висунули звинувачення в економічних махінаціях. Цей арешт підірвав здоров'я О. Ханжонкова, і хоча його звільнили за браком доказів вини, але він захворів та виїхав до Ялти.
1934 року після письмового звернення до влади О. Ханжонкова реабілітували. Він отримав персональну пенсію.
Під час окупації Криму тяжко хворів та залишався в Ялті (пересувався на інвалідному візку).
Олександр Олексійович Ханжонков помер 26 вересня 1945 р. Похований у Ялті.

## Вшанування

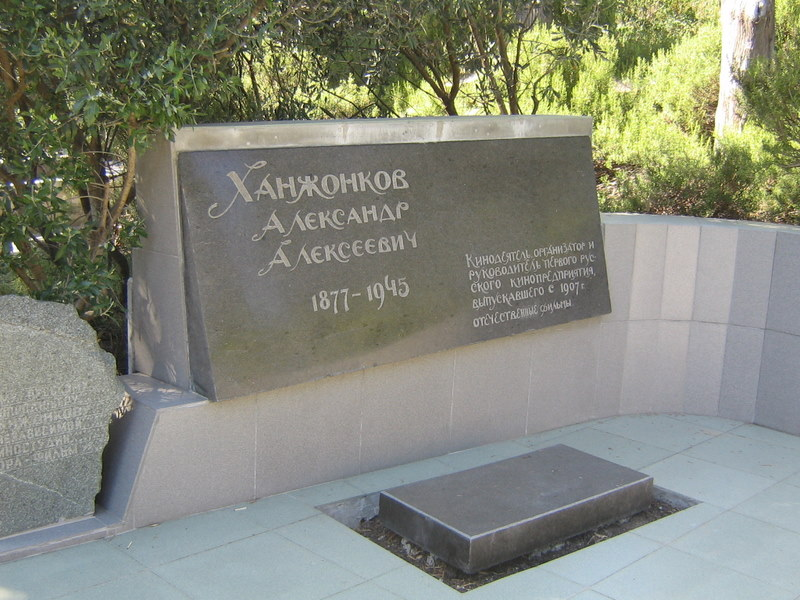
Надгробок Олександра Ханжонкова на Полікурівському меморіалі

У Ялті поставлено пам'ятник Олександру Ханжонкову.